# Tabula banasitana
La Tabula banasitana ("tavola di Banasa") è un'epigrafe rinvenuta nel 1957 nella città di Banasa, oggi in Marocco.
Il testo è la copia conforme, datata al 177 d.C., dei documenti riguardanti la concessione della cittadinanza romana da parte dell'imperatore Marco Aurelio a una famiglia di notabili della tribù dei Zegrenses, popolazione indigena della provincia della Mauretania Tingitana.
L'epigrafe chiarisce la procedura amministrativa della concessione della cittadinanza viritim (ovvero concessa a titolo personale) e le conseguenze di tale concessione: la cittadinanza è concessa salvo iure gentis, ovvero preservando il diritto locale, e il nuovo cittadino può proseguire a condurre la propria vita come in precedenza. La concessione della cittadinanza non porta dunque squilibri nella vita delle comunità locali e in particolare i beneficiari nominati nell'iscrizione mantengono tutti i loro doveri nei confronti del fisco. Questi dati sulla cittadinanza romana nel II secolo contribuiscono a chiarire anche l'editto di Caracalla.
L'iscrizione fornisce inoltre molte informazioni prosopografiche sui nomi dei governatori della Mauretania Tingitana e sulla composizione del consiglio imperiale nella seduta del luglio 177.
La tabula riporta il testo di tre lettere, le prime due degli imperatori Marco Aurelio e Lucio Vero e la terza riporta un estratto del registro imperiale dei nuovi cittadini seguiti dalle dodici firme del consilium principis. 
La richiesta era accompagnata dalla raccomandazione di Vallio Massimiano.
Nella prima lettera:
"Noi abbiamo preso conoscenza della richiesta dello Zegrense Giuliano, che era unita alla tua lettera, e sebbene non sia abitudine concedere la cittadinanza romana a dei membri di queste tribù, se non quando il merito dei servizi resi attiri il favore imperiale.....noi non esitiamo a concedere la cittadinanza romana, senza che essi debbano lasciare il diritto locale....."
La cittadinanza viene concessa fatto salvo lo ius gentis, anche se divenuti cittadini romani, Giuliano e i suoi familiari, possono continuare a vivere secondo il diritto berbero, non v'è nessuna modifica anche in campo tributario tranne nel fatto che Giuliano deve pagare le tasse locali ed in più quelle dovute a Roma.